# 3496 Arieso
3496 Arieso је Марсов тројански астероид чија средња удаљеност од Сунца износи 2,716 астрономских јединица (АЈ).
Апсолутна магнитуда астероида је 15,0.